# Zajíčkov
Zajíčkov (německy Sajitschkow) je obec v okrese Pelhřimov v Kraji Vysočina. Žije zde 229 obyvatel.

## Název
Název obce nese význam Zajíčkova ves.

## Historie
První písemná zmínka o vesnici pochází z roku 1203. Původně byla součástí panství Červená Řečice, po jeho rozdělení postupně náležela k panství Nová Cerekev, Nová Buková a v roce 1592 definitivně připadla k Pelhřimovu.

## Obyvatelstvo
| Rok            | 1869 | 1880 | 1890 | 1900 | 1910 | 1921 | 1930 | 1950 | 1961 | 1970 | 1980 | 1991 | 2001 | 2011 | 2021 |
| -------------- | ---- | ---- | ---- | ---- | ---- | ---- | ---- | ---- | ---- | ---- | ---- | ---- | ---- | ---- | ---- |
| Počet obyvatel | 273  | 268  | 269  | 274  | 279  | 280  | 248  | 205  | 212  | 190  | 190  | 190  | 195  | 221  | 216  |
| Počet domů     | 40   | 41   | 40   | 45   | 42   | 46   | 46   | 48   | 48   | 49   | 50   | 54   | 56   | 64   | 78   |

## Obecní správa a politika
Mezi lety 1850–1976 Zajíčkov byl obcí v okrese Pelhřimov.
Od 1. dubna 1976 do 31. prosince 1979 patřil jako část obce k Rynárci. Od 1. ledna 1980 do 23. listopadu 1990 patřil jako část města k Pelhřimovu a od 24. listopadu 1990 je opět samostatnou obcí.

### Části obce
- Zajíčkov
- Rovná

### Politika
V letech 2006–2010 působil jako starosta Jaroslav Hejda, od roku 2010 tuto funkci zastával Milan Průcha. Po volbách v roce 2022 se stal starostou Ing. Jaroslav Hejda.

### Obecní symboly
Znak a vlajka byly obci uděleny rozhodnutím předsedkyně Poslanecké sněmovny Parlamentu České republiky dne 8. listopadu 2024.

## Doprava
Obcí prochází silnice II/112, která ji spojuje s Pelhřimovem na severozápadě a Horní Cerekví ležící jihovýchodně odsud. V září 2014 byla na této komunikaci instalována dvojice semaforů, jež rozsvícením červeného světla „Stůj“ zbrzďují automobily jedoucí obcí rychleji, než dovolují pravidla silničního provozu. Východními partiemi Zajíčkova prochází železniční trať číslo 224 spojující Tábor a Horní Cerekev. Tu na konci 19. století vybudovala Českomoravská transverzální dráha (BMTB) a její slavnostní otevření se uskutečnilo 16. prosince 1888. Na ní se nachází železniční zastávka Zajíčkov situovaná u silnice na Radňov.

## Galerie

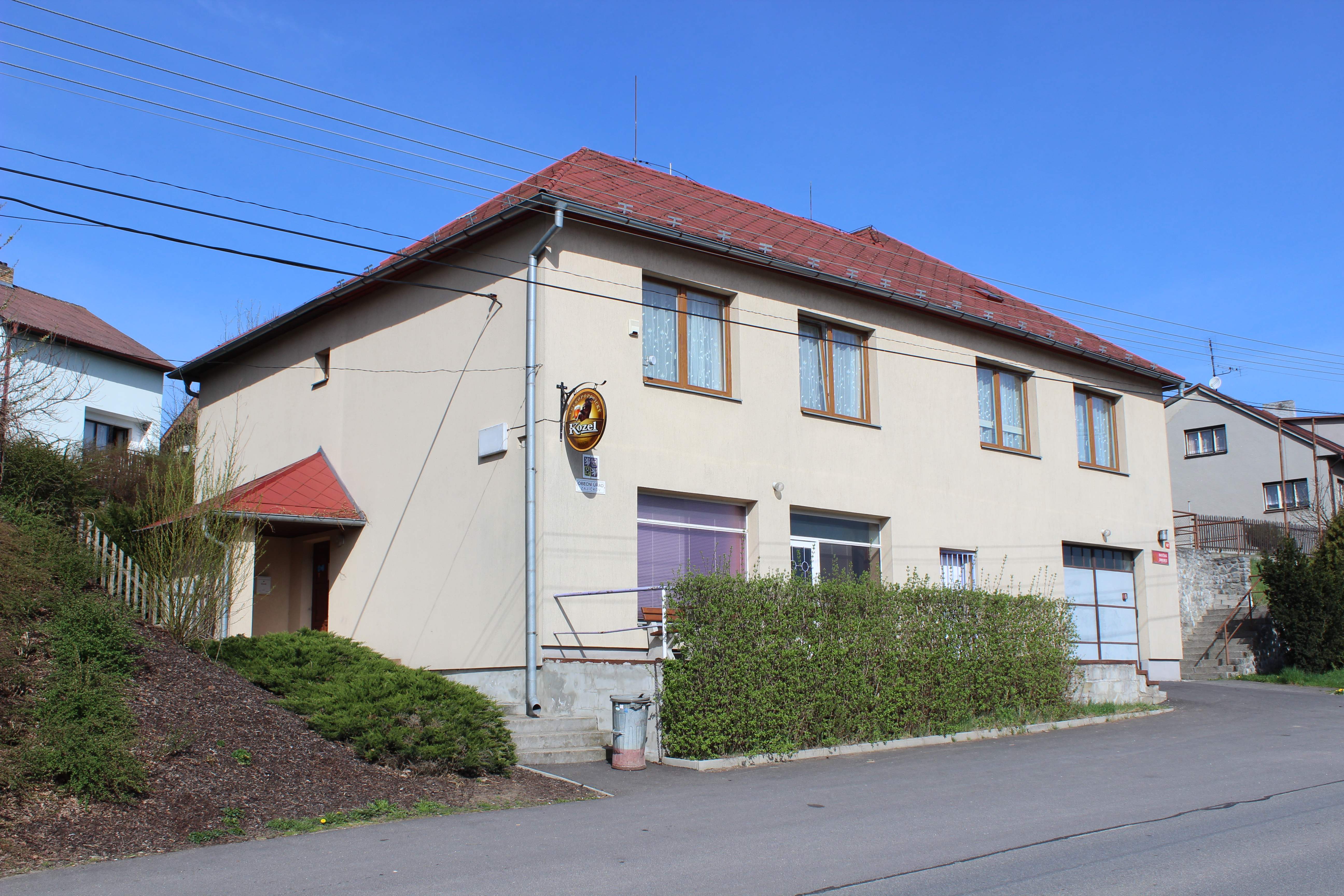
Obecní úřad
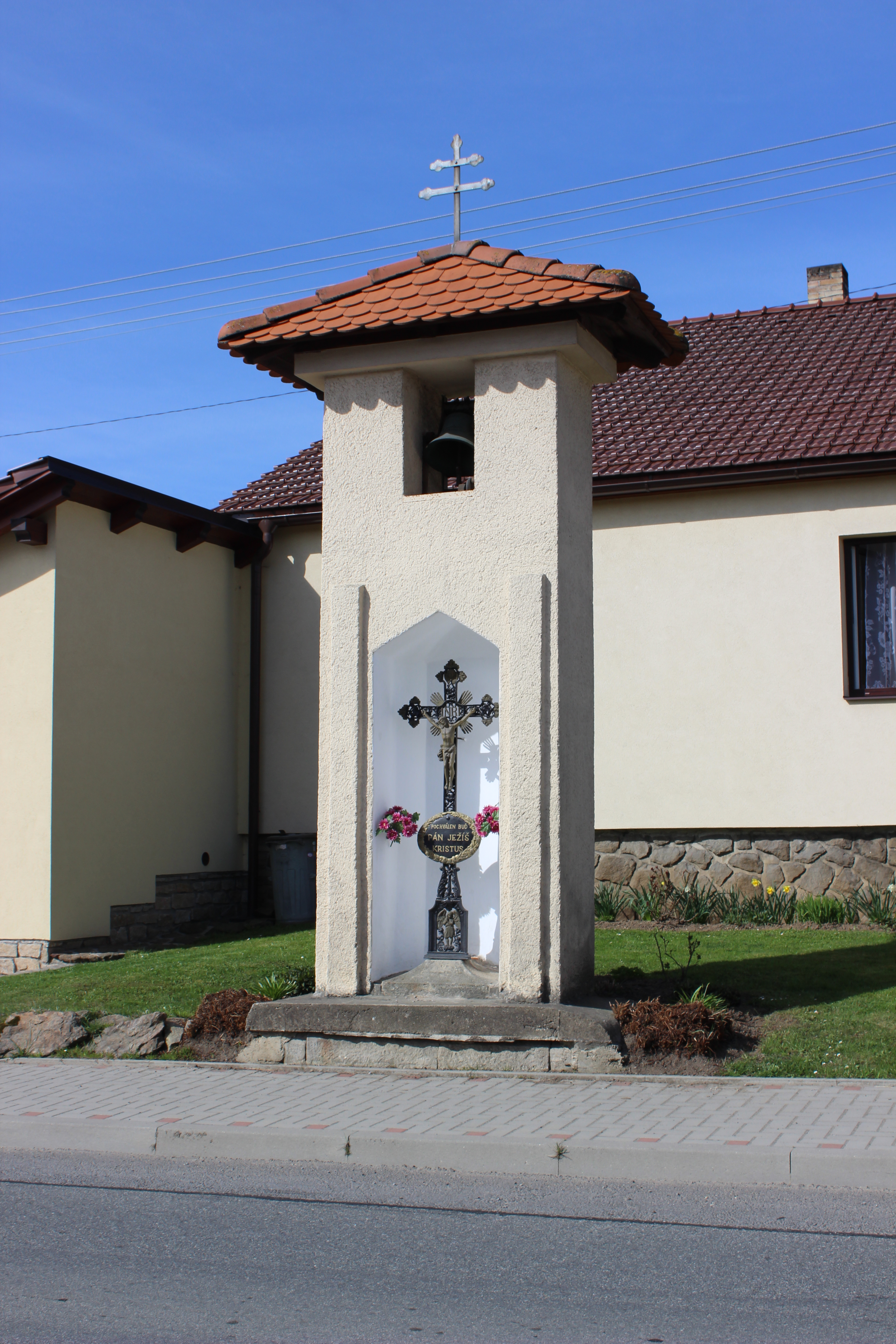
Kaplička
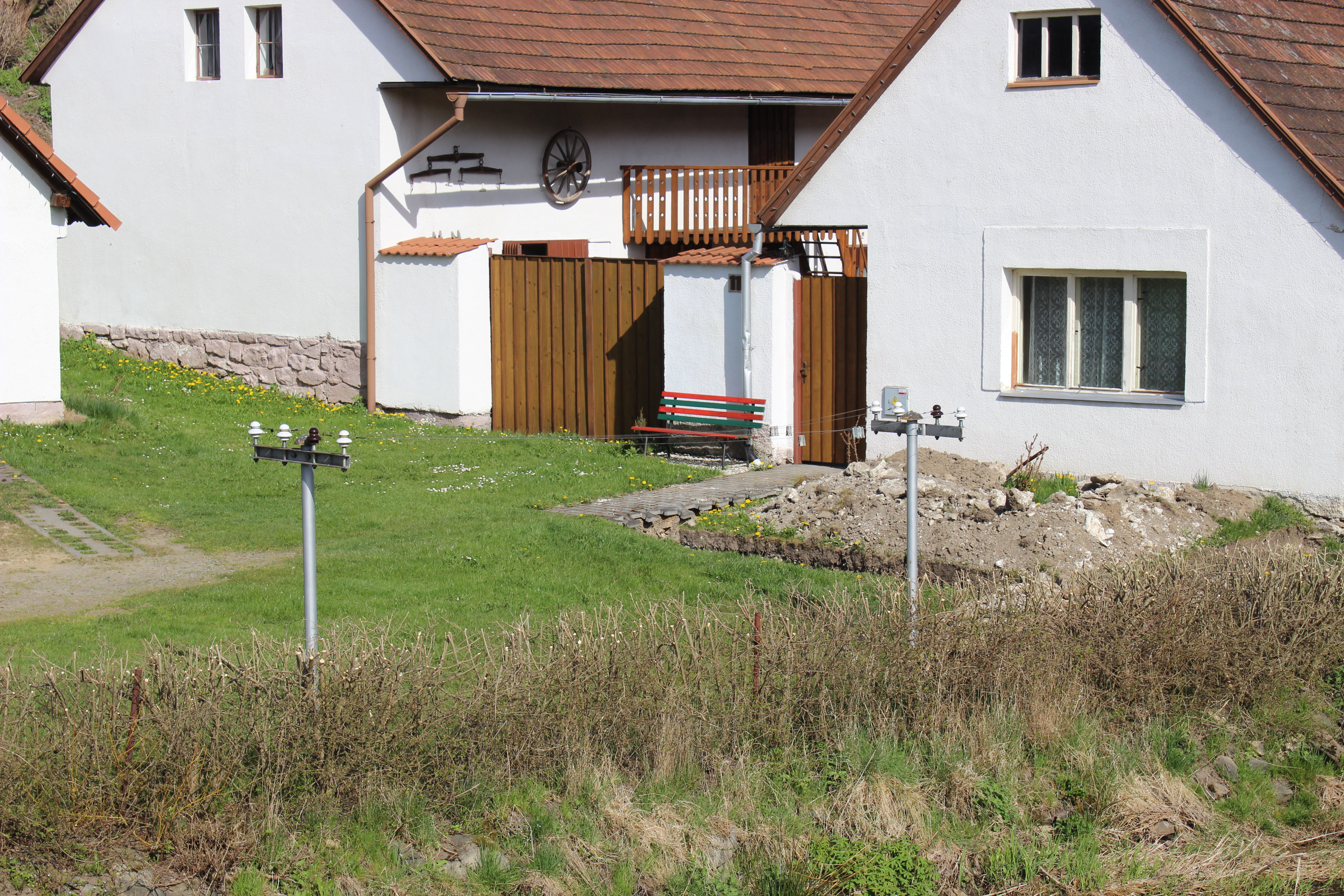
Elektrické vedení coby sušák na prádlo
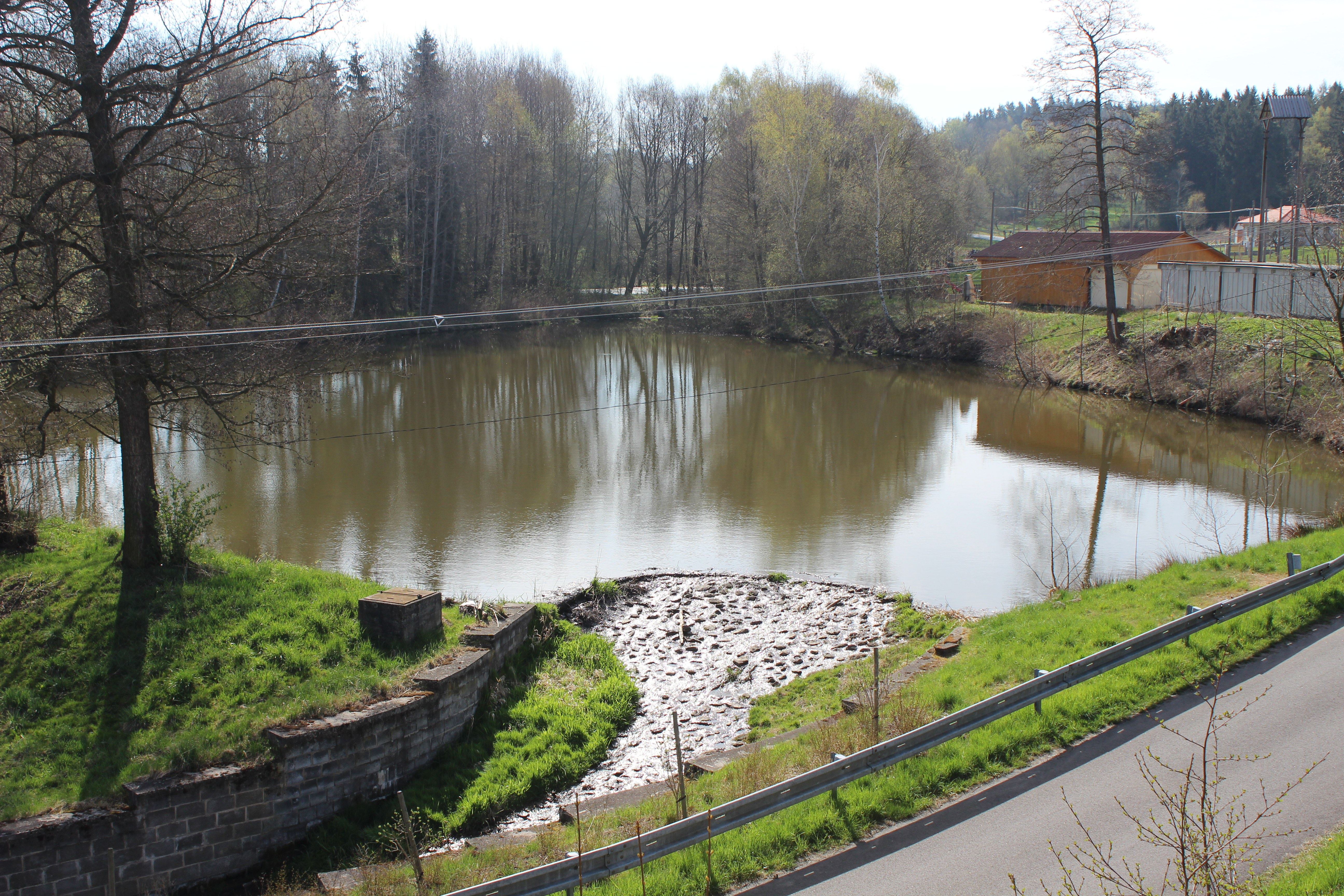
Místní rybník
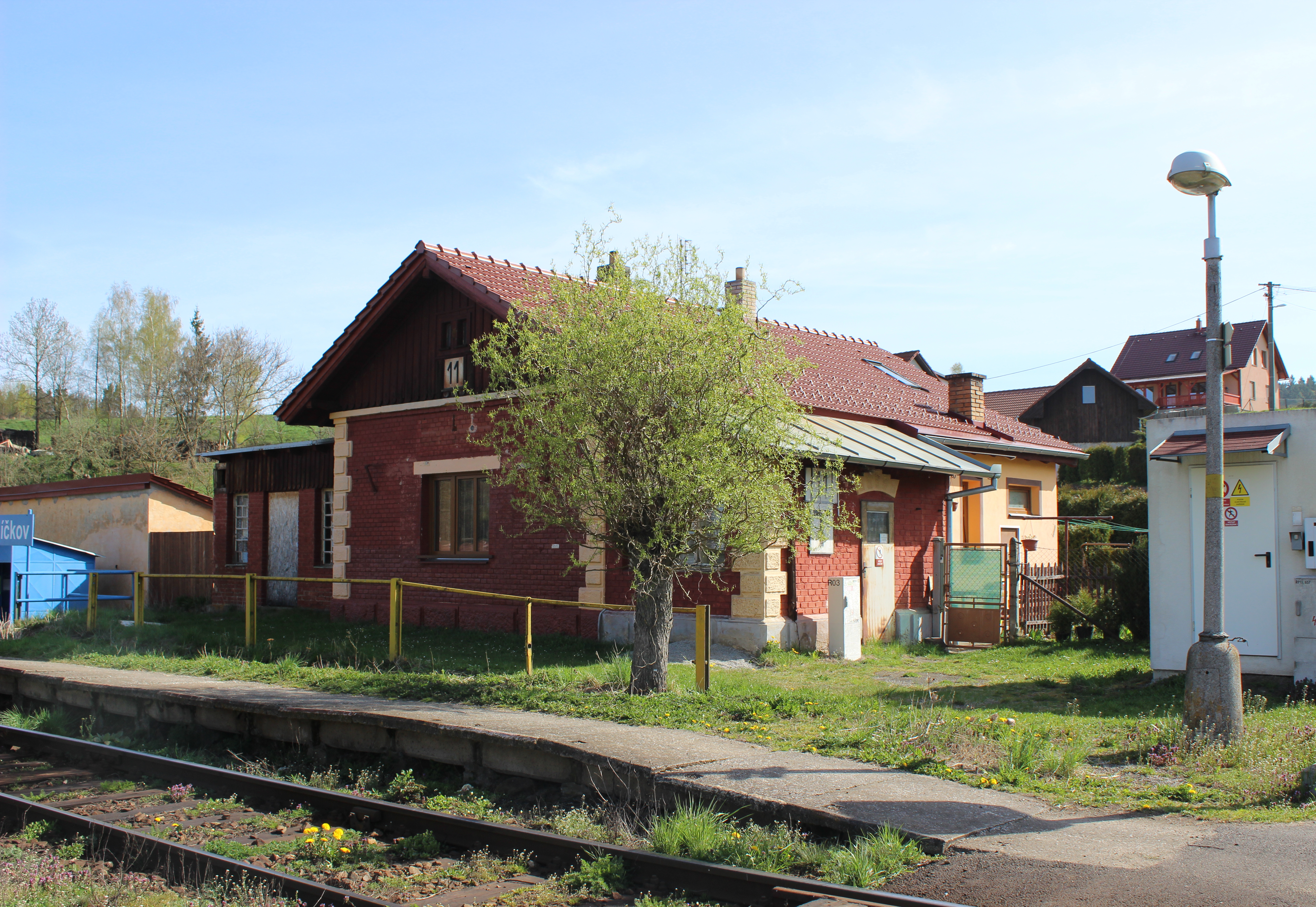
Strážní domek u železniční zastávky
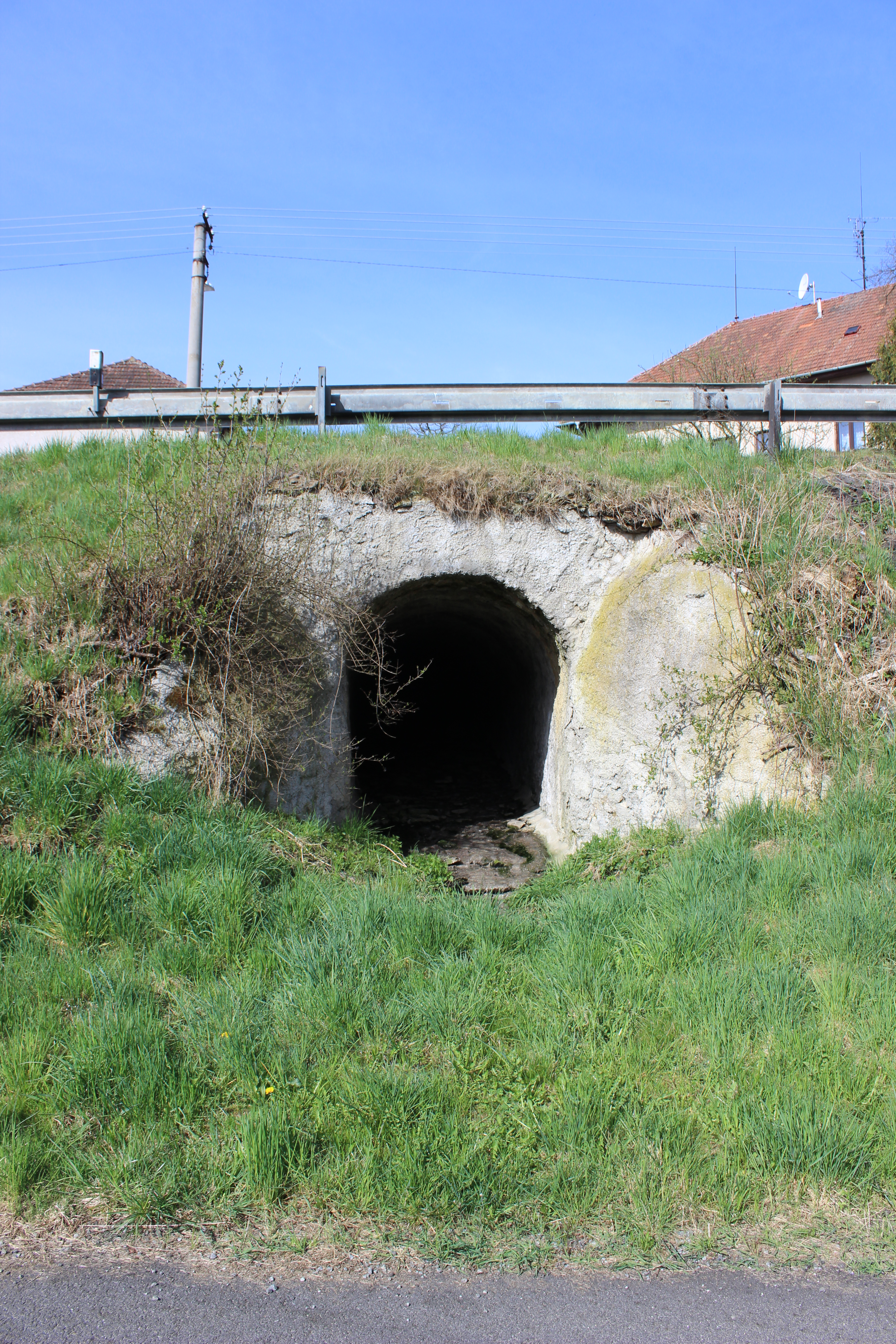
Zajíčkov, propustek
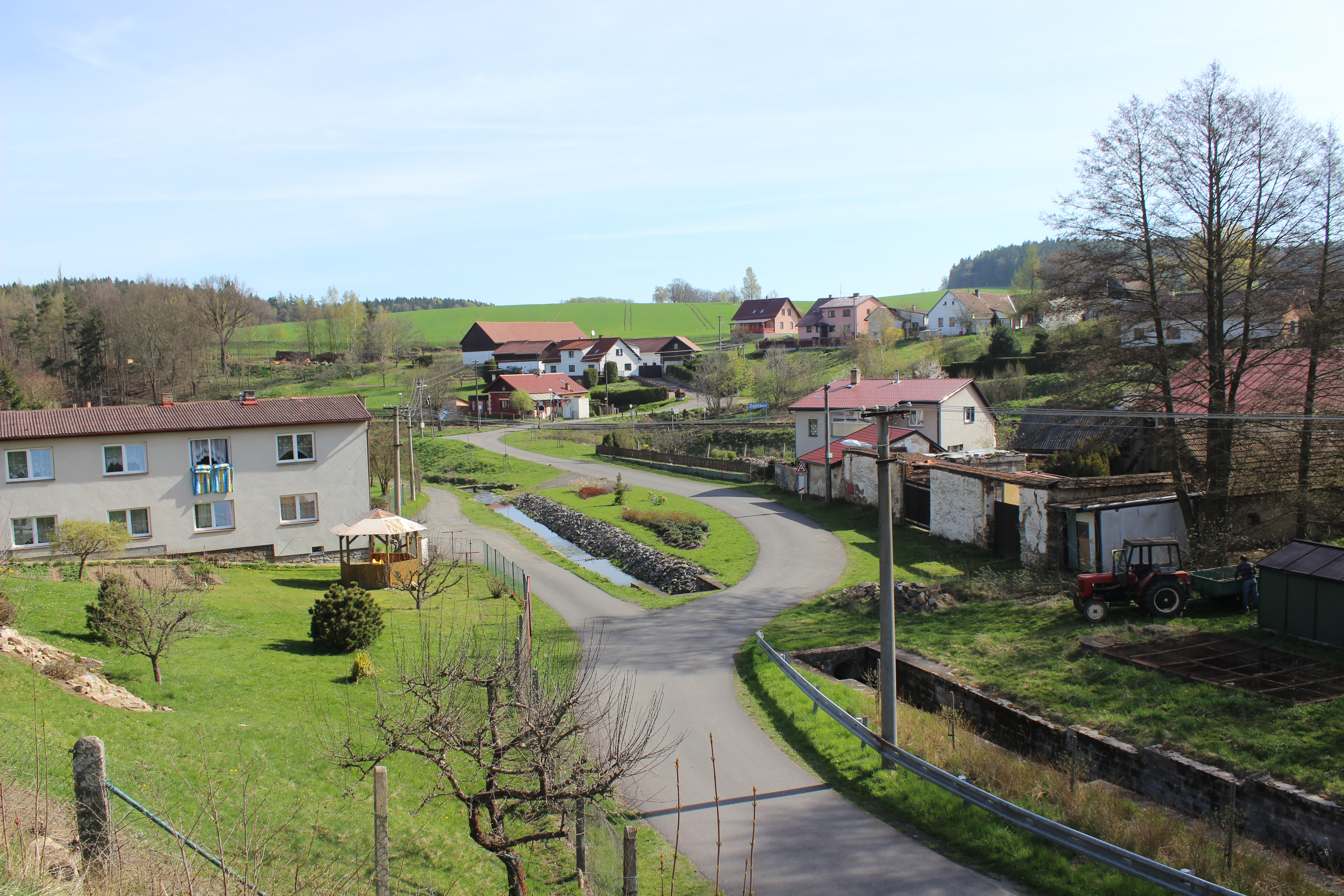
Zajíčkov, střed obce
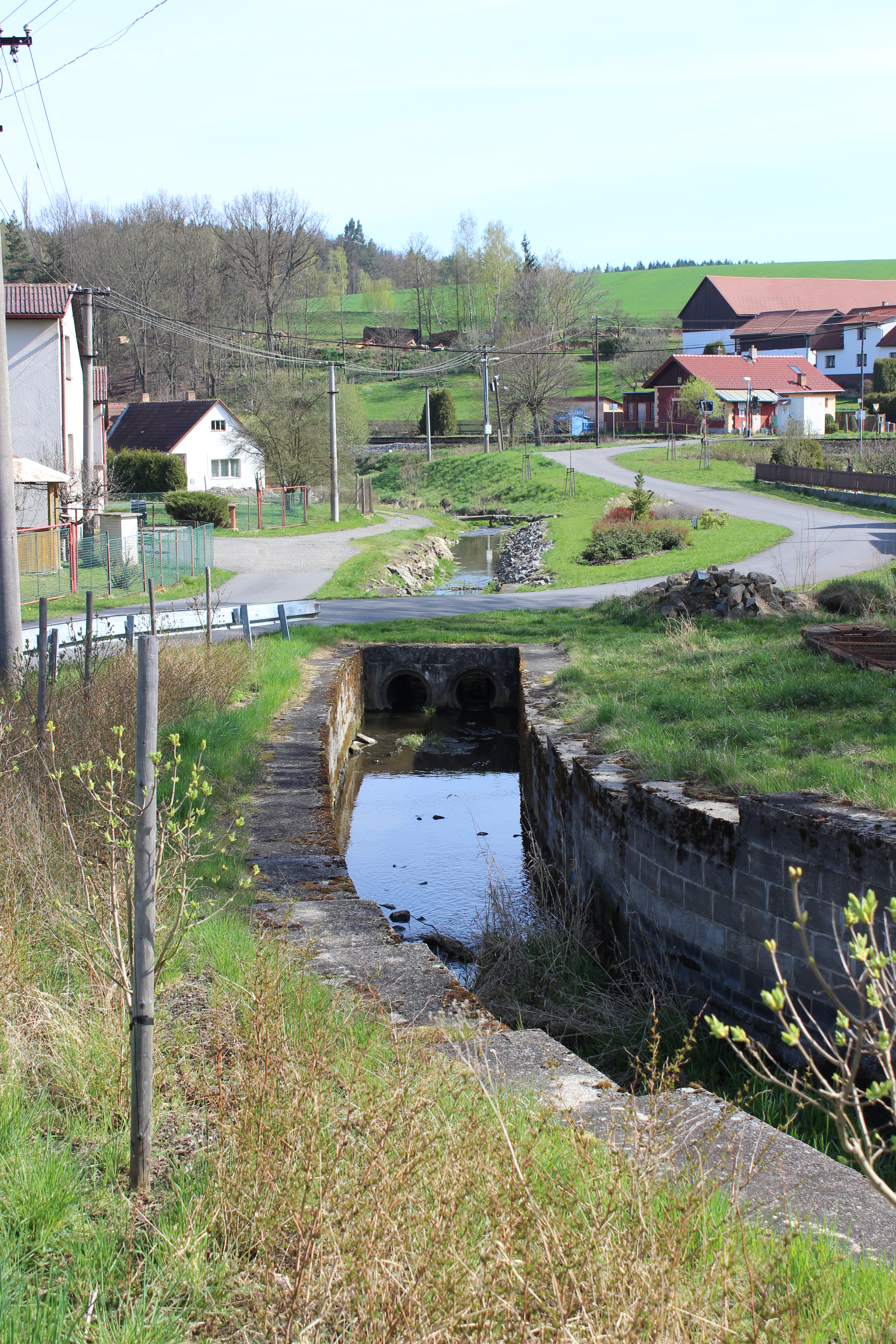
Potok